# Cantó de La Bastida de Seron
El cantó de La Bastida de Seron és un cantó francès del departament de l'Arieja, a la regió d'Occitània. Està enquadrat al districte de Foix, té 13 municipis i el cap cantonal és La Bastida de Seron.

## Municipis
- Aigasjuntas
- Alhèras
- Alzenh
- La Bastida de Seron
- Cadarcet
- Durban d'Arisa
- Larbont
- Montaganha
- Montelhs
- Montseron
- Nescús
- Sentenac de Seron
- Susan